# Stara Buda, Radomîșl
Stara Buda (în ucraineană Стара Буда) este un sat în comuna Huta-Potiivka din raionul Radomîșl, regiunea Jîtomîr, Ucraina.

## Demografie
Componența lingvistică a localității Stara Buda
     Ucraineană (100%)
Conform recensământului din 2001, toată populația localității Stara Buda era vorbitoare de ucraineană (100%).